# Cygańska magia
Cygańska magia (mac. Џипси меџик) – północnomacedoński melodramat z 1997 roku w reżyserii Stołe Popowa. Północnomacedoński kandydat do Oscara w kategorii filmu nieanglojęzycznego.

## Fabuła
Akcja filmu rozgrywa się w cygańskiej osadzie w Macedonii, a jego bohaterowie są członkami jednej wielkiej rodziny. Taip i Remzija mają szóstkę dzieci. By zdobyć środki na ich utrzymanie handlują starociami, znalezionymi na miejskim wysypisku. Mają jednak konkurencję w postaci bandy, kierowanej przez Omera, który chce pozbawić rodzinę Taipa źródła dochodu.
Nędza, w której żyje Taip nie przeszkadza mu marzyć o Indiach – mitycznej praojczyźnie wszystkich Romów. Przypadkowe spotkanie z dr Ridzu, Hindusem z UNPREDEP (sił międzynarodowych stacjonujących w Macedonii) nasuwa Taipowi pomysł, jak zdobyć pieniądze na kupno konia, który zabierze jego rodzinę do Indii i na metalowe łóżko, które jest marzeniem Remziji. Dr Ridzu podpisuje akty zgonu całej rodziny, dzięki którym Taip ma otrzymać pieniądze z funduszu ubezpieczenia społecznego. „Zmarli” muszą ukrywać się w domu Taipa, ale pieniądze uzyskane z ubezpieczenia nie pozwalają na realizację jego marzeń.

## Obsada
- Bekir Adnan jako Serif
- Milan Tocinowski jako Kokan
- Šaban Bajramović jako Omer
- Jordanczo Cewrewski jako Kenedi
- Goran Dodewski jako Sakir
- Katina Ivanova jako Remzija
- Miki Manojlović jako Taip
- Toni Mihajlowski jako Fazli
- Bajram Severdzan jako Bajram Kodzak
- Arna Shijak jako Ramiza
- Antony Zaki jako dr Ridzu
- Petre Arsowski
- Salaetin Bilal
- Aco Dukowski
- Ljupka Dzundzewa

## Nagrody
- 1997: Festiwal Filmowy w Montpelier
  - Złota Antygona dla najlepszego filmu
- 1998: Festiwal Filmowy w Izmirze
  - Specjalna nagroda jury